# Tirant lo Blanch
Tirant lo Blanch (pronuncia catalana: [tiˈɾan lu ˈblaŋ], pronuncia valenzana: [tiˈɾand lo ˈblaŋ(k)]), in italiano Tirante il bianco, è un romanzo cavalleresco di Joanot Martorell. Fu stampato nel suo idioma originale, il valenzano (varietà diatopica della lingua catalana), a Valencia nel 1490. A causa del suo marcato realismo si considera antecessore del moderno romanzo. Il libro fu ristampato nel 1497 a Barcellona.

## Argomento
Parla di un cavaliere bretone che si chiama Tirant, con il soprannome di cavaliere bianco, il quale realizza diverse avventure in Europa, fino a quando l'imperatore bizantino gli chiede aiuto nella sua guerra contro i turchi. Tirant accetta l'invito e libera l'impero bizantino dai turchi. Dopo realizza qualche altra avventura nel Mediterraneo (nel Nordafrica particolarmente), ma muore prima di sposare la figlia dell'imperatore.
Alcuni tratti di Tirant assomigliano a quelli di Ruggero da Fiore, il duce degli Almogàver, che aiutò l'impero bizantino a combattere contro i turchi e fu assassinato dai bizantini.
Generalmente, si considera che l'opera ricevette anche influssi dal Llibre dels fets di Giacomo I d'Aragona, dalla Cronaca di Ramon Muntaner e dal Llibre de l'ordre de cavalleria (Libro dell'ordine di cavalleria) di Ramon Llull.

## Impatto
Tirant lo Blanc è considerato uno dei più importanti libri della letteratura valenzana (e più in generale di quella in lingua catalana), oltreché, secondo alcuni esperti, uno dei migliori libri della storia della letteratura. Questo romanzo è anche considerato una delle fonti d'ispirazione principale per il Don Chisciotte della Mancia di Miguel de Cervantes, che apparve un secolo dopo.
Nel XVI secolo ne vennero stampate diverse edizioni, ma il libro fu dimenticato progressivamente dal grande pubblico. Verso la fine del XX secolo il libro ha vissuto un certo risorgimento (il filologo e critico letterario Dámaso Alonso lo elesse "il migliore romanzo del secolo XV“) e da allora sono state realizzate diverse edizioni e traduzioni.
Nel 2006, il regista Vicente Aranda ne trasse un film dal titolo di Tirante el Blanco.

## Edizioni

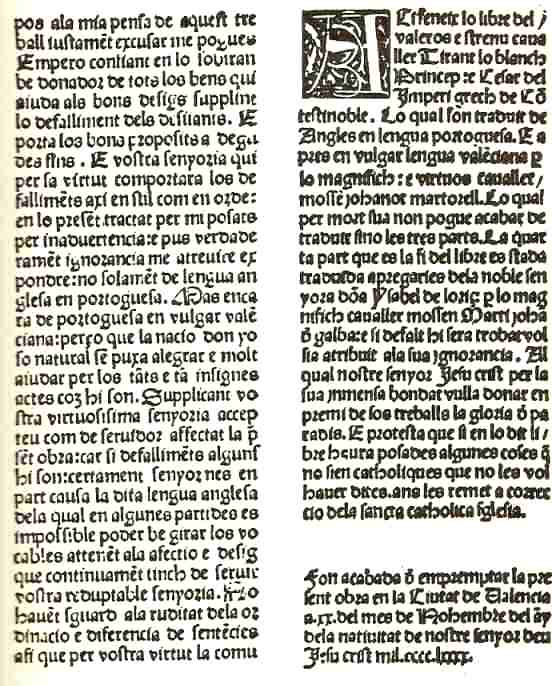
Prologo del Tirant lo Blanc

- in tedesco :

Der Roman vom weißen Ritter Tirant lo Blanc, traduzione parziale da Fritz Vogelgsang (1990), Frankfurt am Main, Fischer.
Der Roman vom Weißen Ritter Tirant lo Blanc, traduzione integrale da Fritz Vogelgsang (2007), Frankfurt am Main: Fischer.
- in inglese :

Tirant lo Blanc, traduzione di David H. Rosenthal (1984), New-York.
Tirant lo Blanc, traduzione di Ray La Fontaine (1993), New-York, Peter Lang.
The White Knight: Tirant lo Blanc, traduzione di Robert S. Rudder (1995), progetto Gutenberg.
- in spagnolo :

Los cinco libros del esforçado cavallero Tirant el Blanco de Roca Salada, Valladolid, Diego de Gumiel, 1511; testo ristampato da Martí de Riquer (1990), Barcelona, Planeta.
Tirant lo Blanc, traduzione di J. F. Vidal Jové (1969), con un prologo di Mario Vargas Llosa, Madrid, Alianza.
- in cinese :

Qishi Dilang, traduzione di Wang Yangle (1993), Renmin Wenxue Che Bansche, Beijing.
- in francese :

Tirant le Blanc, preceduto da «Tirant le Blanc, romanzo senza frontiere», introduzione originale di Mario Vargas Llosa, Anacharsis, 2003.
- in finlandese :

Tirant Valkoinen, traduzione di Paavo Lehtonen (1987), Helsinki.
- in italiano :

Tirante il Bianco (1538), traduzione di Lelio Manfredi, Venezia (reeds., 1566 et 1611);
Tirante il Bianco. Romanzo cavalleresco del XVI secolo, edizione critica di Annichiarico, A., L. Indini, M. Majorano, V. Minervini, S. Panunzio e S. Zilli, introduzione di G. E. Sansone, Roma, Edizioni La Tipografica, 1984;
Tirante il Bianco, trad. integrale e cura di Paolo Cherchi, Collana I millenni, Einaudi, Torino, 2013.
- in giapponese :

Tirant lo Blanc, traduzione di Ko Tazawa (2007), Tokyo, Iwanami Shoten.
- in olandese :

Tirant lo Blanc, traduzione di Bob de Nijs (1988), Amsterdam.
- in polacco :

Tirant Bialy, traduzione in corso da Rozalya Sasor.
- in portoghese :

Tirant lo Blanc, traduzione di Cláudio Giordano (2004), Atelié Editorial, Cotia.
- in rumeno :

Tirante el Blanco (roman cavaleresc), traduzione parziale da Oana Busuioceanu (1978), Bucarest, Minerva.
- in russo :

Tirant lo Blanc, traduzione di Marina Abràmova, Piotr Skobtsev e E. E. Gúixina (2006), Mosca, Ladomir: Nauka.
- in serbo :

Tirant lo Blanc, traduzione di Aleksandar Grujicic (2005), Paideia.
- in svedese :

Tirant en Vite, traduzione di Miquel Ibàñez (1994), Stockholm, Interculture.